# Susume Seigaku Dennō Kenkyūbu
Susume! Seigaku Dennou Kenkyubu (進め!静学电脳研究部) es un manga de Kōta Hirano. Este manga fue originalmente diseñado en el capítulo 27 de Famitsu PS2, un videojuego publicado por la revista Enterbrain, desde 1997 a 1998.
Susume! Seigaku Dennou Kenkyubu finalmente fue publicado en forma de tankoubon por Shinseisha el 25 de abril de 1999. No se sabe en cuánto tiempo, su publicación se agotó inmediatamente, e inmediatamente se volvió a imprimir en Kadokawa Shoten, con una nuava imagen en 2003. Esto es causado por la bancarrota de la editorial Shinseisha. Pero hasta ahora no hay explicación de por qué la versión tankoubon de Susume!, se imprimiera allí, ya que no tenía derechos de hacerlo por ser, el propietario la revista Entrebrain y Famitsu, de Shinseisha.

## Sinopsis
Mamoru Nishiarai es un jugador de gran categoría de la nueva clase de la escuela secundaria a la escuela de postgrado llamada Hijiri Gakuen Koukou. Allí se reunió con un grupo de amantes del juego eksentrik que se llaman a sí mismos Dennou Kenkyubu. Pero accidentalmente, tuvo grandes problemas con ellos y produce que se presenten varias aventuras por solucionar la situancion, y volver a la tranquilidad.

## Personajes
- Nishiarai Mamoru (西新井护)

Es el líder principal de los Susume! Seigaku Dennou Kenkyubu, él es un niño jugador que vive en la ciudad, y un día después de terminar su juego, se reunió con Yuki Ayase en el centro de juego. Se relacionó con el grupo Dennou Kenkyubu en el cual, se mete en varios líos. Al final, se va con Yuki Ayase de la ciudad.
- Yuki Ayase (绫瀬由纪)

Miembro del grupo Dennou Kenkyubu. Al igual que otros miembros, también es muy potente en el juego y buena amiga de Mamoru.
- Buchou

Líder del grupo Dennou Kenkyubu. Su nombre original es desconocido, buchou es una palabra japonesa, que significa jefe o líder. Es uno de los personajes de gran importancia de esta serie, a veces incluso superior a Nishiarai en s7u papel como protagonista. Además de ser un Otaku.
- Terakado Tsukasa (寺门司)

Hermana menor de Buchou. Ella es una persona al igual que su hermano, una ferviente Otaku. Le agrada ir al club a jugar el juego todos los días. Se encuentra en la clase 6 de la escuela secundaria.
- Konami Umeda (梅田古奈美)

Miembro del grupo Dennou Kenkyubu y estudia en la clase 2 en la escuela secundaria. Uno de sus gustos, es hacer Cosplay sobre Animes.
- Umejima Namco (梅岛奈梦子)

Ella es Miembro del grupo Dennou Kenkyubu y también se encuentra en la clase 2 de la escuela secundaria, como Konami. También le gusta hacer cosplay. Mantiene sus sentimientos sobre Buchou ocultos, ya que no es capaz de decírselos directamente a él mismo.

## Curiosidad
- Los nombres de Umejima Namco y Konami Umeda, se refieren a las dos mayores empresas japonesas de juegos para niños, como lo son Konami y Namco.